# Curral Velho (Cabo Verde)
Curral Velho (em crioulo cabo-verdiano (escrito em ALUPEC): Kurral Bédju ou Kurral Bédj') é uma aldeia na ilha de Boa Vista de Cabo Verde.

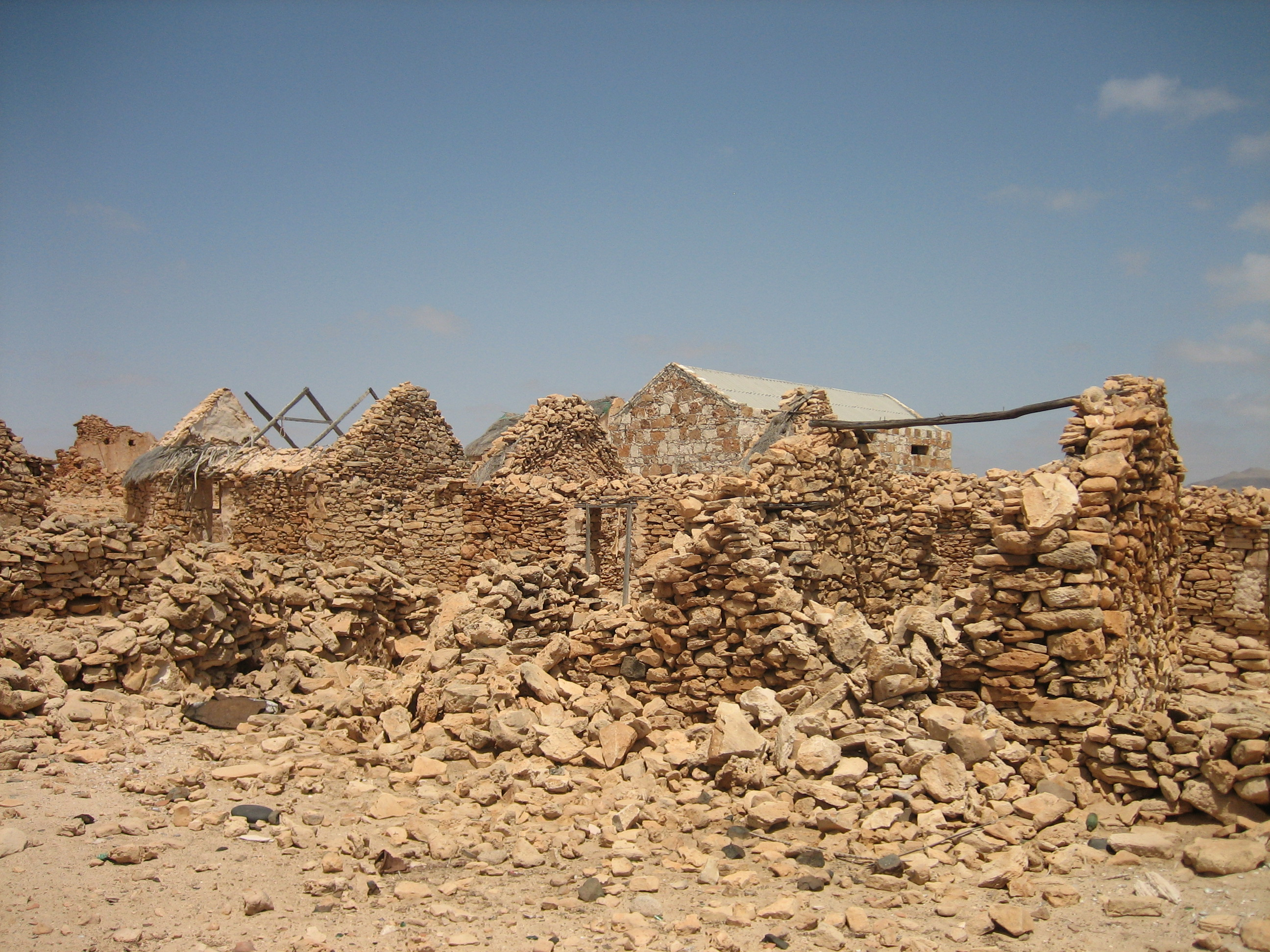
Ruínas em Curral Velho

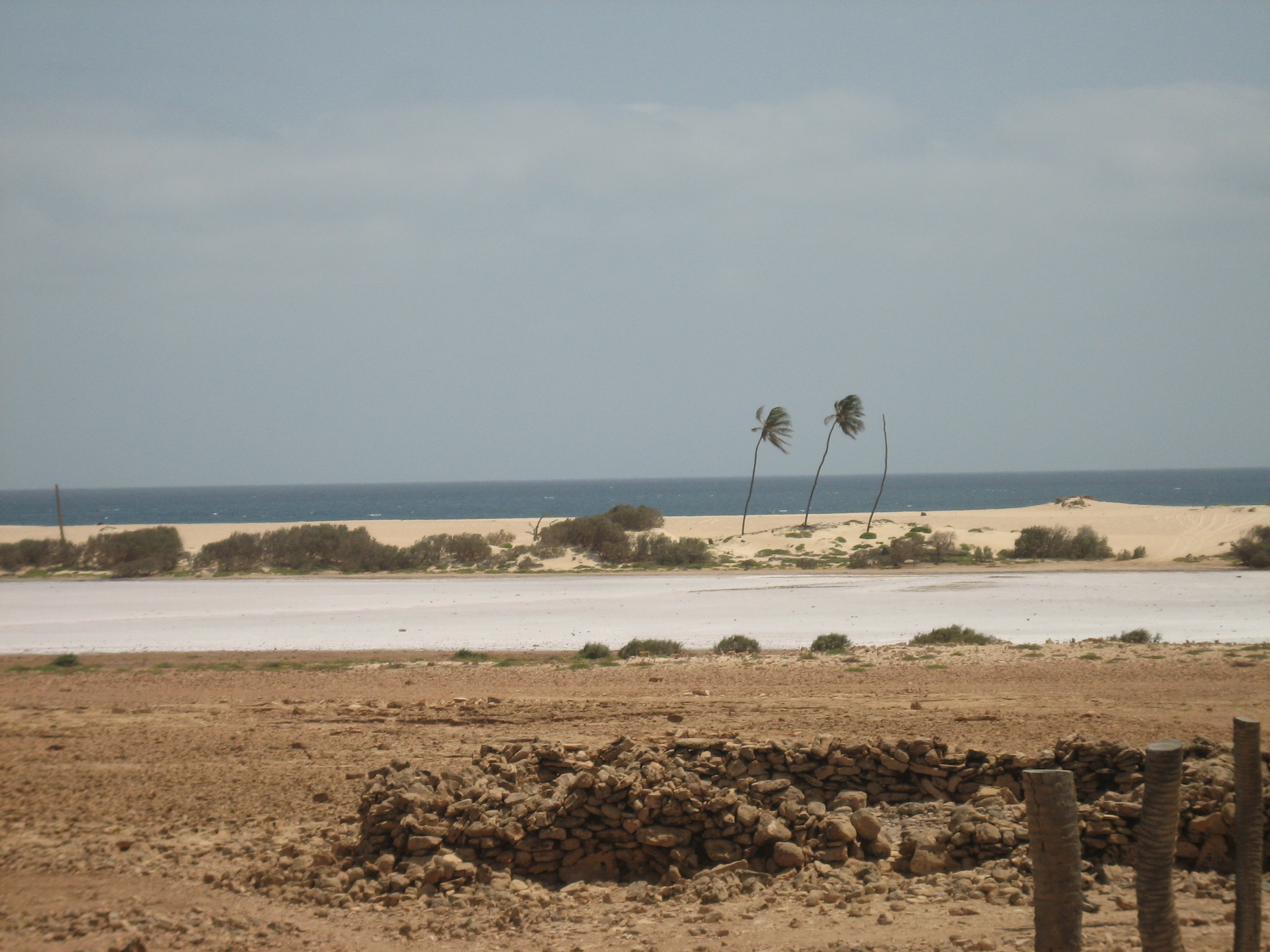
Praia em Curral Velho